# Luis Rauschhuber

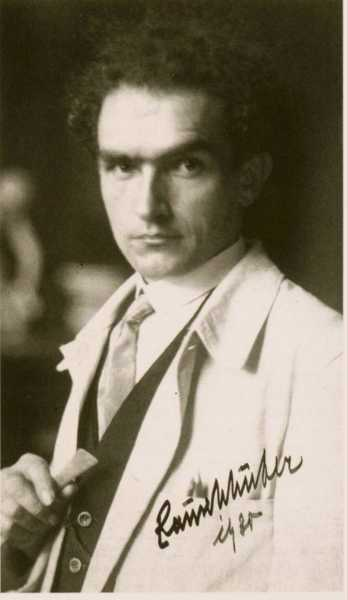
Luis Rauschhuber – Student an der Kunstakademie München 1930

Luis Rauschhuber (* 31. Mai 1904 in München; † 7. Mai 1973 in Nürnberg) war deutscher Bildhauer.
Rauschhuber lebte und arbeitete den Großteil seines Lebens in Nürnberg. Dort fand er zuerst Arbeit bei einem Steinmetz, besuchte Abendkurse für Zeichnen und wurde in die Schule für angewandte Kunst aufgenommen. Drei Jahre besuchte er in München die Akademie der bildenden Künste und ließ sich dann in Nürnberg als freier Bildhauer nieder.
Luis Rauschhuber war ein visionärer Einzelgänger. Er war wesensmäßig tief religiös. Eine gelungene Arbeit betrachtete er als „Gnade“, als ein Gottesgeschenk. Sein künstlerisches Schaffen stand für ihn stets an erster Stelle, er verstand dieses als seinen Auftrag.

## Biografie
Seine harte Kindheit verbrachte Luis Rauschhuber in Oberbayern. Schon als Jugendlicher, er war Vollwaise, verdiente er seinen Lebensunterhalt selbst und arbeitete beim Kanalbau am Inn. 1924 kam Rauschhuber nach Nürnberg, hier entdeckte er seine Liebe zu Architektur und Bildhauerei. Er beschloss eine Lehre als Steinmetz zu absolvieren. Gleichzeitig belegte er an der Nürnberger Kunstgewerbeschule (damals „Staatsschule für angewandte Kunst“) Abendkurse für Zeichnen. Aufgrund seiner offensichtlichen Begabung wurde er in diese Schule aufgenommen und erhielt dort für seine Arbeiten mehrere Preise und Auszeichnungen.

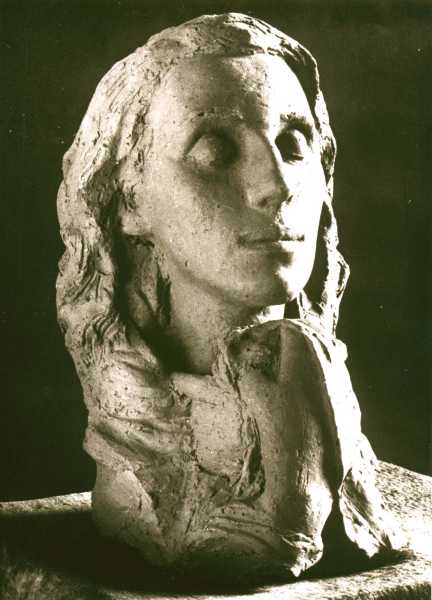
Bildnis einer Tänzerin (Greta Wrage von Pustau) Terrakotta, lebensgroß. Entstanden: 1953

1930 bis 1933 ermöglichte ihm ein Stipendium das Studium an der Akademie der Bildenden Künste München bei Karl Killer. Seine Aufnahmearbeit, der Schmerzensmann, steht heute in der Kirche St. Martin als Kriegerdenkmal. 1933 kehrte er nach Nürnberg zurück und arbeitete von nun an als freier Bildhauer. Vorwiegend mit seinen Porträts gewann er bald Beachtung in der Öffentlichkeit und erhielt private sowie öffentliche Aufträge. Er beteiligte sich an vielen Ausstellungen. Während des Zweiten Weltkrieges wurde er nie wirklich zum Militärdienst eingezogen. Zweimal wurde sein Atelier gänzlich zerstört und er verlor auch seine Wohnung.
1944 heiratete er Gertrud Meixner, mit der er bis Kriegsende in Würzburg wohnte. 1947 wieder nach Nürnberg zurückgekehrt, stand er in regem Austausch mit anderen Künstlern: Malern, Architekten, Musikern, Dichtern sowie Leuten vom Theater. Eine besondere Freundschaft verband ihn mit dem Maler Eitel Klein. Er war Mitbegründer der Künstlergruppe Der Kreis, von der er sich aber nach wenigen Jahren zurückzog. Er arbeitete unbeeindruckt vom Wandel in der Kunst, der in den 1960/70er Jahren stattfand, und blieb seinem Stil und seiner Überzeugung treu. Die Entwicklung im künstlerischen Schaffen vollzog sich bei ihm unabhängig von Mode und äußeren Strömungen. Seine letzte Großplastik Der leidende Mensch schuf er 1971. Sie steht im Klinikum Nürnberg Nord.
Am 7. Mai 1973 verstarb Luis Rauschhuber im Alter von knapp 69 Jahren in Nürnberg.
Eine reiche Sammlung an Briefen und Schriften Luis Rauschhubers befindet sich im Archiv des Germanischen Nationalmuseums in Nürnberg.

## Öffentliche Aufträge und größere Werke

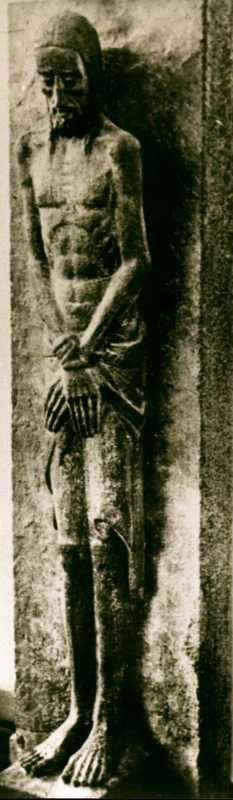
Schmerzensmann Kriegerdenkmal in d. Kirche St. Martin, Nbg. Höhe: 1,80 m. Geschaffen: 1930

- 1930: Schmerzensmann in der Kirche St. Martin, Rollnerstraße/Grolandstraße in Nürnberg
- 1938: Bildnismaske Beethoven im Konzertsaal der Musikhochschule Nürnberg
- 1949: Balkonfries im Sitzungssaal des Rathauses, Theresienstraße, Nürnberg
- 1952: Steinkruzifix am Eingang des Johannisfriedhofs, Nürnberg
- 1954: Bruder Konrad-Seitenaltar, in der Kirche St. Ludwig, Straßburger Straße, Nürnberg
- 1955: Sandsteinrelief im Hof des Finanzamtes Süd, Sandstraße, Nürnberg
- 1956: Steinplastik Die Heilige Familie im Atrium der Kirche Zur Hl. Familie Frau-Holle-Weg in Würzburg/Heidingsfeld
- 1957: Madonna aus Stein, in der Kirche St. Wolfgang, Friesenstraße, Nürnberg
- 1957: Eisen-Wandgestaltung an der Berufsschule in der Gudrunstraße, Nürnberg
- 1958: Porträtbüsten der Gründer der Wirtschaftshochschule Nürnberg, Vershoven und Rieger, Hochschule für Wirtschaft, Findelgasse, Nbg.
- 1959: Kreuzwegstationen in der Kirche St. Georg, Bierweg, Nürnberg/Ziegelstein
- 1960: Der ungläubige Thomas-Seitenaltar, in der Kirche St. Elisabeth, Josefsplatz, Nürnberg
- 1961: Hauszeichen an der Universitäts-Frauenklinik, Universitätsstraße, Erlangen
- 1962: Steinplastik Musik vor dem Klinikum der LVA, Herzoghöhe in Bayreuth
- 1963: Priestergrab im Südfriedhof, Trierer Straße, Nürnberg
- 1964: Hl. Sebastian im Theresienkrankenhaus, Momsenstraße, Nürnberg
- 1966: Madonna in St. Wunibald, Nürnberg, Saarbrückener Straße
- 1966: Hauszeichen Schreibende am Verlagshaus der Nürnberger Nachrichten, Blumenstraße, Nürnberg
- 1967: Madonna mit Kind in der Kirche St. Martin, Rollnerstraße / Grolandstraße, Nürnberg
- 1967: Christus am Kreuz in der Josefskapelle, Nailastraße, Hof/Oberfranken
- 1968: Madonna mit Kind in der Christ König-Kirche, Josef-Fruth-Platz, Ansbach
- 1968: Madonna, Altargestaltung und Triumphkreuz, in der Kirche St. Heinrich, Eckbertstraße, Bamberg
- 1971: Der leidende Mensch vor dem Klinikum Nürnberg-Nord, Flurstraße, Nürnberg
- 1972: Madonna Lichtträgerin in der Kirche St. Jacobus, Quiddestraße, München/Perlach
- 1972: Kreuzweg und Triumphkreuz, in der Kapelle der Niederbronner Schwestern von St. Georg, Nürnberg